# Софія Померанська (1460—1504)
Софія Померанська (нім. Sophia von Pommern, близько 1460 — 26 квітня 1504) — померанська принцеса з династії Грифичів, донька герцога Померанії-Вольгаста, Померанії-Слупска та Померанії-Штеттіна Еріка II та принцеси Померанії-Слупска Софії, дружина герцога Мекленбурзького Магнуса II.

## Біографія
Народилась близько 1460 року. Була донькою герцога Померанії-Вольгаста та Померанії-Слупска Еріка II та його дружини Софії Померанської. Мала братів Богуслава, Казимира, Вартислава і Барніма та сестер Єлизавету, Маргариту, Катерину та Марію.
У 1464 році батько став також герцогом Померанії-Штеттіна. Він помер у липні 1474, однак родина вже до цього мешкала нарізно: оскільки Ерік II не бажав ділитися з дружиною політичною владою, та оселилася з дітьми окремо у замку Рюгенвальде.
Софія від 1472 року була нареченою герцога Мекленбургу Йоганна VI, але той помер від чуми у 1474. Дівчина після цього пішла у монастир та дала клятву вічної цноти. Втім, молодший брат Йоганна, Магнус, був надзвичайно зацікавлений у союзі з Померанією. Він консультувався з кількома священниками, чи можна відмінити обітницю принцеси, однак, відповідь залишалась незадовільною. Проте 21 травня 1476 року її матір і брат-герцог погодились на заручини.
Зрештою, 29 травня 1478 року герцог Магнус II одружився з Софією всупереч церковних законів. Вінчання пройшло в Анкламі. У подружжя народилося семеро дітей. 3 квітня 1486 року Софія отримала звільнення від своєї обітниці, з умовою щорічно дарувати трьом біднякам білий вовняний одяг в пам'ять про Діву Марію. Її чоловік 1487 року був нагороджений Папою Римським Золотою трояндою доброчесності.
Магнус II помер 20 листопада 1503 року. Софія пережила його на кілька місяців. Її бажанням було бути похованою подалі від домівки. Так, всі родичі зі сторони чоловіка спочивали у Доберанському монастирі, герцогиня ж обрала місцем останнього спочинку домініканський монастиру у Вісмарі. Пішла з життя 26 квітня 1504 року.
Бронзова плита із зображенням герцогині у натуральну величину покривала її могилу біля головного вівтаря монастирської церкви у Вісмарі до 1880 року. Згодом її було перенесено до вісмарської церкви Святої Марії, а після її руйнування — до каплиці церкви Святого Миколая, де вона знаходиться й досі.
Мекленбургом до 1520 року її сини правили разом, після чого, згідно Нойбранденбурзького династійного договору, Генріх почав володарювати у Шверіні, а Альбрехт — у Гюстрові.

## Родина
Чоловік — Магнус II
Діти:
- Генріх (1479—1552) — герцог Мекленбургу у 1503—1520 роках, герцог Мекленбург-Шверіну у 1520—1552 роках, був тричі одруженим, мав шестеро дітей від перших двох шлюбів;
- Доротея (1480—1537) — настоятелька Рібницького монастиря;
- Софія (1481—1503) — дружина спадкоємного принца Саксонії Йоганна, мала єдиного сина;
- Ерік (1483—1508) — герцог Мекленбург-Шверіну у 1503—1508 роках, одруженим не був, дітей не мав;
- Анна (1485—1525) — була двічі одруженою, мала шістьох дітей від обох шлюбів;
- Альбрехт (1486—1547) — герцог Мекленбургу у 1503—1520 роках, герцог Мекленбург-Гюстрову у 1520—1547 роках, був одруженим з бранденбурзькою принцесою Анною, мав десятеро дітей;
- Катаріна (1487—1561) — дружина герцога Саксонії Генріха IV, мала шестеро дітей.